# Eumenes coarctatus
Espèce
Eumenes coarctatus (une eumène en français) est une espèce de guêpes solitaires qui construit des nids de terre, raison pour laquelle on la surnomme « guêpe potière » ou « maçonne ».
Elle est commune dans les landes à bruyères où la femelle construit des nids de sable et de boue en forme de vase. Chaque nid est garni d'une chenille glabre sur laquelle la guêpe pond un œuf. Les imagos sont actifs de juin à septembre.

## Sous-espèces
D'après BioLib (4 mars 2018) :
- Eumenes coarctatus coarctatus (Linnaeus, 1758)
- Eumenes coarctatus limissicus Bluethgen, 1938
- Eumenes coarctatus lunulatus Fabricius, 1804
- Eumenes coarctatus maroccanus Gusenleitner, 1972
- Eumenes coarctatus nuragicus Giordani Soika, 1986
- Eumenes coarctatus turaniformis Bluethgen, 1959